# 야반도주
야반도주(夜半逃走)는 밤에 몰래 도망치는 것이다.
물건 등을 가지고 가는 야반도주가 있지만, 최소한 필요한 물건만을 가지고 가는 야반도주도 있다. 야반도주의 이유는 부채와 관련된 이유가 많으며, 스토커, 가정 문제, 이혼 문제, 범죄 피해 등 여러가지 이유도 존재한다. 즉 긴급피난의 요인도 겸하고 있어 피해자 구제의 관점에서 변호사나 행정으로부터의 의뢰도 있다.